# Saniella
Saniella là một chi thực vật có hoa trong họ Hypoxidaceae.